# エルンスト2世 (ブラウンシュヴァイク＝リューネブルク公)
エルンスト2世（Ernst II., 1564年12月31日 - 1611年3月2日）は、ブラウンシュヴァイク＝リューネブルク公の1人で、リューネブルク侯（在位：1592年 - 1611年）。リューネブルク侯ヴィルヘルムと妃ドロテアの長男。クリスティアン、アウグスト1世、フリードリヒ4世、ゲオルクの兄。
初めヴィッテンベルク大学で学び、次いでライプツィヒ、ストラスブールへ赴いたが、父の健康が悪化、ツェレへ引き返した。1592年、父の死により侯爵位を継承した。即位後は弟のクリスティアンと8年間権力を分け与えるよう貴族達と条約を結んだが、その後は死ぬまで単独で統治した。父からは借金も引き継いだため、その返済に奔走した。子が無く、1611年の死後、クリスティアンが次の侯爵となった。
| 爵位・家督        | 爵位・家督                       | 爵位・家督          |
| ----------------- | -------------------------------- | ------------------- |
| 先代 ヴィルヘルム | リューネブルク侯 1592年 - 1611年 | 次代 クリスティアン |